# ویکتوریا (فیلم ۲۰۰۸)
«ویکتوریا» (انگلیسی: Victoria) یک فیلم به کارگردانی آنا کارینا است که در سال ۲۰۰۸ منتشر شد. از بازیگران آن می‌توان به آنا کارینا اشاره کرد.